# 大津宿

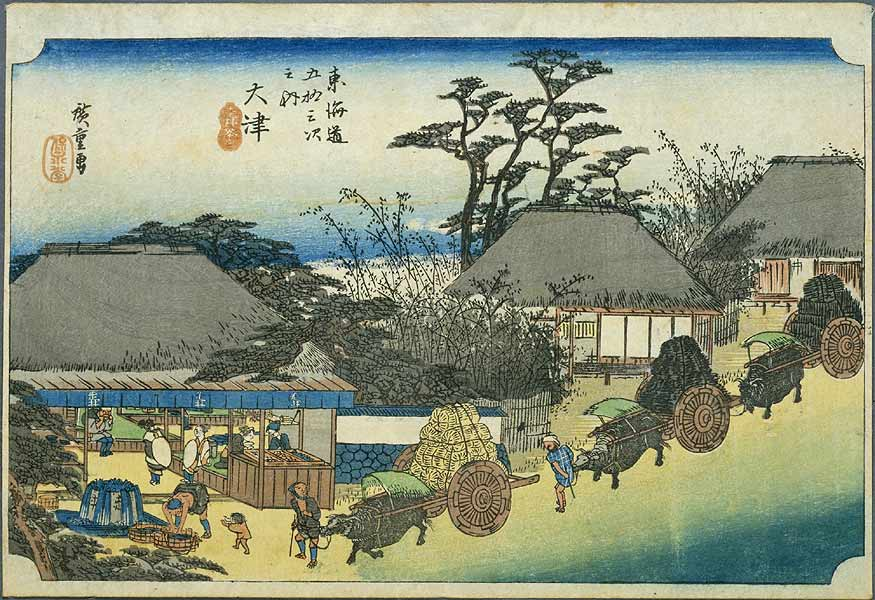
歌川広重『東海道五十三次・大津』

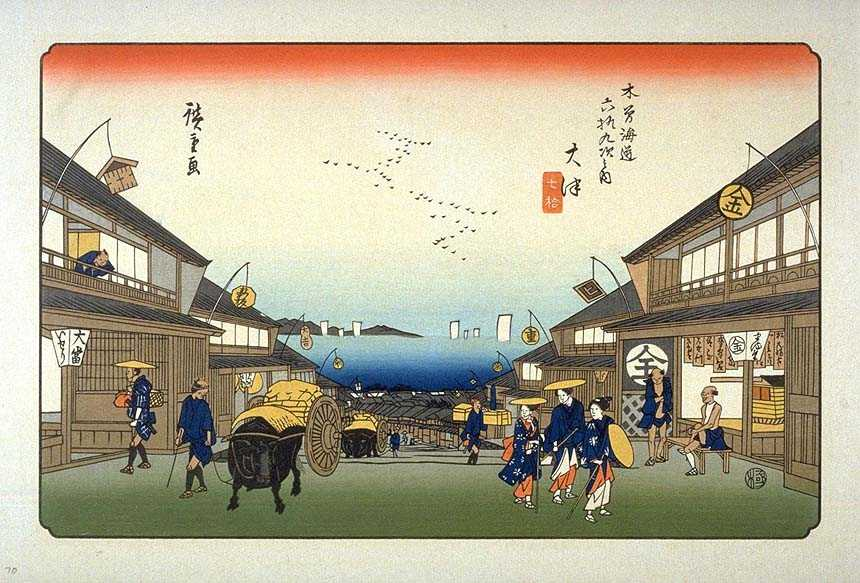
歌川広重『木曽海道六十九次・大津』

大津宿（おおつしゅく、おおつじゅく）は、東海道53番目（→東海道五十三次）の宿場で、現在は滋賀県大津市。東海道五十三次中最大の宿場。

## 歴史
- 1858年（安政5年） - コレラの流行などにより東海道の各宿場が困窮。大津以東の53宿で、人馬賃銭を7割値上げした[1]。

## 車石の敷設
江戸時代、大津と京都を結ぶ旧東海道の区間では牛車の往来をスムーズにするために道に「車石」と呼ばれる花崗岩の石が敷かれた。明治時代に馬車の利用が進むと車石は撤去され、撤去された車石は石垣などに利用された。

## 最寄り駅
- 西日本旅客鉄道（JR西日本）東海道本線（琵琶湖線）大津駅
- 京阪京津線 上栄町駅

※ 大津宿から三条大橋までは、京阪京津線および京都市営地下鉄東西線が並行している。

## 史跡・みどころ
- 露國皇太子遭難之地 - ロシア帝国皇太子ニコライが警備中の巡査に斬りつけられた大津事件の史跡。司法権の独立を守った判決で歴史に残る。
- 札の辻 - 高札が立てられた場所。東海道と北国街道の分岐点でもあった。
- 本陣跡 - 明治天皇の行幸にも使われ、それを示す石碑が建つ。
- 関蝉丸神社・下社 - 時雨灯籠は国の重要文化財。

## 三条大橋までの史跡・みどころ
- 関蝉丸神社 上社
- 逢坂常夜燈
- 逢坂山関跡
- 料亭かねよ
- 月心寺
- 大谷蝉丸神社
- 髭茶屋追分・大津宿内
- 山科 六地蔵
- 三条通り 道標
- 天智天皇陵
- 亀の水不動
- 南禅寺
- 蹴上発電所
- 粟田口
  - 青蓮院
  - 知恩院
- 高山彦九郎像

## 隣の宿
東海道
草津宿 - 大津宿 - （髭茶屋追分） -  三条大橋
　　　       　　　　　　　 │
　　　       　　　　　　　 └─── 伏見宿（伏見街道・奈良街道）